# Literatura de Cap Verd
La literatura de Cap Verd és una de les més importants de l'Àfrica occidental, és la segona més rica de l'Àfrica occidental després de Mali i la moderna Mauritània. També és la més rica de la lusofonia d'Àfrica. La majoria de les obres estan escrites en portuguès, però també hi ha obres en crioll capverdià, francès i notablement en anglès.
La literatura capeverdiana ha estat coneguda arreu del món a través de l'escriptura del poeta Eugénio Tavares. També Manuel Lopes, Baltasar Lopes da Silva, més conegut com a Osvaldo Alcantarâ i Jorge Barbosa, tots tres fundaren més tard la revista Claridade el 1936, que és relacionat amb la independència de Cap Verd.

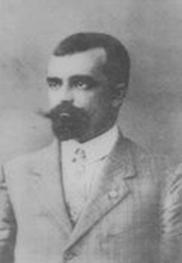
Eugénio Tavares

## Història

### Inicis literaris
La seva primera literatura gravada de Cap Verd va ser al segle xvi amb algunes obres escrites per André Álvares de Almada, va escriure annals de l'expansió portuguesa, el seu més important va ser un tractat sobre els rius de Guinea de Cap Verd, una àrea entre el riu Senegal i Sierra Leone. La literatura de capverdiana no tindria gaires registres fins al 1890 amb Eugénio Tavares amb els seus poemes morna escrits en crioll de Brava. El segon llibre crioll va ser Pretidão de amor de Xavier da Cunha publicat el 1893.

### Naixement del nacionalisme
L'auge de la literatura coincideix amb l'augment del nacionalisme i la independència a Cap Verd. La literatura floreix al segle xx. Diário va ser publicat el 1929 pel portuguès António Pedro, plantaria la llavor per a la creació de Claridade juntament amb la revista portuguesa Presença que també es va llegir a Cap Verd i la literatura brasilera moderna. Francisco Xavier da Cruz, més conegut com a B. Leza, un escriptor que també era músic va escriure diverses obres, inclosa Uma partícula da Lira Cabo-Verdiana (1933) que té 10 mornas seves i un text que explica les seves idees sobre la música de Cap Verd. Alguns treballs sobre Àfrica van ser fets per
Augusto Casimiro, com Ilhas Crioulas publicat en 1935 que es va establir a l'arxipèlag i es pot considerar l'últim ingredient per a la creació de la revisió un any més tard. Manuel Lopes, Baltasar Lopes da Silva, més conegut com a Osvaldo Alcantarâ i Jorge Barbosa fundaren la revista Claridade en 1936 que es relacionaria amb la independència de Cap Verd, originalment un periòdic però es quedaria com a revista. El primer llibre publicat amb Claridade fou Arquipélago, publicat en 1935, i posteriorment Chiquinho en 1947, Chuva Braba en 1956 i Os Flagelados do Vento Leste en 1960. Claridade tancaria. De la mateixa manera, la mateixa revista literària va publicar llavors literàries que germinarien en altres importants publicacions de Cap Verd, com ara Certeza (1944), Suplemento Cultural (1958), després de la independència Raízes (1977) i Ponto & Vírgula (1983). Certeza fou publicada per primer cop en març de 1944 i va fer una fita en la literatura capverdiana, va mostrar una obra literària feta per una dona, i va ser prohibida pel censor el gener de 1945. No gaire temps després de la fundació de Claridade, António Aurélio Gonçalves va publicar el seu primer treball titulat Aspecto da Ironia de Eça de Queiroz en 1937. Henrique Teixeira de Sousa es va convertir més tard en una icona de la literatura capverdiana. El capverdià d'origen italià Sergio Frusoni publicà poemes i històries curtes en crioll capverdià. Jorge Barbosa també va escriure Caderno de um Ilhéu en 1955 amb el qual guanyà el premi Camilo Pessanha, el primer capverdià en guanyar-lo. Aguinaldo Fonseca era el poeta oblidat, tot i que els seus poemes van ser publicats a la col·lecció "Linha do Horizonte" en 1951.
En aquest moment, escriptors com Manuel Lopes estarien vinculats als moviments de resistència. Alguns escriptors es van exiliar a alguns països europeus en els anys anteriors a la independència.

### Després de la independència i la literatura moderna
Cap Verd es va independitzar el 5 de juliol de 1975. La literatura capverdiana va començar a florir més enllà, l'obra O Ilhéu de Contenda fou publicada en 1976. Escriptors com Henrique Teixeira de Sousa, Gabriel Mariano i altres continuaren escrivint i publicant després de la independència. Mariano també va escriure llibres sobre alguns escriptors de Cap Verd. Germano Almeida va escriure O dia das calças roladas en 1982, O Testamento do Senhor Napumoceno da Silva Araújo en 1989 que barreja humor amb realisme cruel, a vegades patètic, en una escriptura moderna que afavoreix l'estil indirecte lliure. Més tard es va fer una pel·lícula el 1997. Més tard va escriure sobre la Història de Cap Verd titulada Cabo Verde: Viagem pela história das ilhas en 2003. Les seves obres recents tenen el principal entorn de Mindelo incloent De Monte Cara vê-se o mundo en 2014, poc temps després la badia era la cinquena més bella del món.
La literatura escrita per dones escriptores també va començar a destacar amb Eileen Barbosa, Yara dos Santos, Vera Duarte i altres. Vera Duarte va ser la primera capverdiana premiada amb el Premi Tchicaya U Tam'si de Poesia Africana en 2001.
Altres autors moderns són Manuel Veiga, Germano Almeida, Arménio Vieira, Mito Elias (qui també és pintor) i altres. Arménio Vieira va escriure O Poema, a Viagem, o Sonho, publicat en 2009 i que més tard va guanyar el Premi Luís de Camões, l'únic capverdià que l'ha guanyat.
En juny de 2007 fou publicat el CD Poesia de Cabo Verde e Sete Poemas de Sebastião da Gama d'Afonso Dias que compta amb destacats poemes capverdians.

## Escriptors
- André Álvares de Almada
- Germano Almeida
- Mário Alberto Fonseca de Almeida
- Orlanda Amarílis
- Eileen Barbosa
- Jorge Barbosa
- B. Leza (Francisco Xavier da Cruz)
- Pedro Monteiro Cardoso
- Fausto Duarte
- Mário José Domingues
- Daniel Filipe
- Vera Duarte
- Silvino Lopes Évora
- Manuel Ferreira
- Corsino António Fortes
- Arnaldo França
- Sergio Frusoni
- António Aurélio Gonçalves
- António Januário Leite
- Leão Lopes
- José Lopes da Silva
- Manuel Lopes
- Baltasar Lopes da Silva
- Luís Romano de Madeira Melo
- João Cleófas Martins
- Ovídio Martins
- Karin Mensah
- Yolanda Morazzo
- Ivone Ramos
- Yara dos Santos
- Artur Augusto da Silva
- Tomé Varela da Silva
- Onésimo Silveira
- Henrique Teixeira de Sousa
- João Vário
- Manuel Veiga
- Arménio Vieira

## Poetes
- Sérgio Frusoni
- Eugénio Tavares
- João Cleófas Martins
- Ovídio Martins
- Jorge Barbosa
- Amílcar Cabral
- Corsino António Fortes
- Baltasar Lopes da Silva (Osvaldo Alcântara)
- Yolanda Morazzo
- José Lopes
- Manuel Lopes
- Aguinaldo Fonseca
- Gabriel Mariano
- Ovídio Martins
- António de Névada
- António Nunes
- Oswaldo Osório
- Onésimo Silveira
- José Luís Tavares
- João Vário (Timóteo Tio Tiofe)
- Vadino Velhinho
- Arménio Vieira
- Arthur Vieira
- Teobaldo Virgínio